# نیکولا لکوویچ
نیکولا لکوویچ (انگلیسی: Nikola Leković؛ زادهٔ ۱۹ دسامبر ۱۹۸۹) بازیکن فوتبال اهل صربستان است.
از باشگاه‌هایی که در آن بازی کرده‌است می‌توان به باشگاه فوتبال وویوودینا، باشگاه فوتبال راد، باشگاه فوتبال کاردمیر قره‌بوک‌اسپور، باشگاه فوتبال لخیا گدانسک، باشگاه فوتبال دینامو مینسک، و باشگاه فوتبال پارتیزان اشاره کرد.
وی همچنین در تیم ملی فوتبال زیر ۲۱ سال صربستان بازی کرده‌است.